# Catholicos de l'Orient
 (octobre 2020).
Si vous disposez d'ouvrages ou d'articles de référence ou si vous connaissez des sites web de qualité traitant du thème abordé ici, merci de compléter l'article en donnant les références utiles à sa vérifiabilité et en les liant à la section « Notes et références ».
Le titre de Catholicos de l'Orient est traditionnellement porté par l'évêque de Séleucie-Ctésiphon (près de Bagdad dans l'actuel Irak), primat de l'Église de l'Orient (Église de Perse ou Église de Mésopotamie). L'Église d'Orient est l'une des plus anciennes de la Chrétienté.
Aujourd'hui, pas moins de six chefs d'Église, appartenant à trois communions différentes, portent le titre de Catholicos de l'Orient ou un titre s'en rapprochant et se situant dans sa lignée. Deux d'entre eux résident à Bagdad, trois au Kerala en Inde du Sud et un près de Chicago aux États-Unis.
Les Catholicos de l'Orient actuellement en fonction sont :
- Gewargis III, Catholicos-Patriarche de la sainte Église apostolique catholique assyrienne de l'Orient. Il est le chef de l'Église apostolique assyrienne de l'Orient et réside à Morton Grove, près de Chicago aux États-Unis.

- Addai II, Catholicos-Patriarche de l'Ancienne Église de l'Orient. Il est le chef de l'Ancienne Église de l'Orient et réside à Bagdad.

- Baselios Marthoma Mathews III[2], Catholicos de l'Orient et Métropolite de Malankara. Il est le chef de l'Église malankare orthodoxe et réside à Kottayam au Kerala.

- Baselios Thomas Ier, Maphrien et Catholicos de l'Inde (de l'Orient jusqu'en 2002). Il est le chef de l'Église syro-malankare orthodoxe et réside à Puthencuriz dans le district d'Ernakulam au Kerala.

- Louis Raphaël Ier Sako, Catholicos-Patriarche de Babylone des Chaldéens. Il est le chef de l'Église catholique chaldéenne de l'Orient et réside à Bagdad.

- Baselios Cleemis, Catholicos-Archevêque majeur de Trivandrum des Syro-Malankares. Il est le chef de l'Église catholique syro-malankare et réside à Thiruvananthapuram (Trivandrum) au Kerala.

Du VIIe au XVe siècle, il a également existé un Catholicos melkite d'Irenoupolis (Bagdad).